# Inauguración

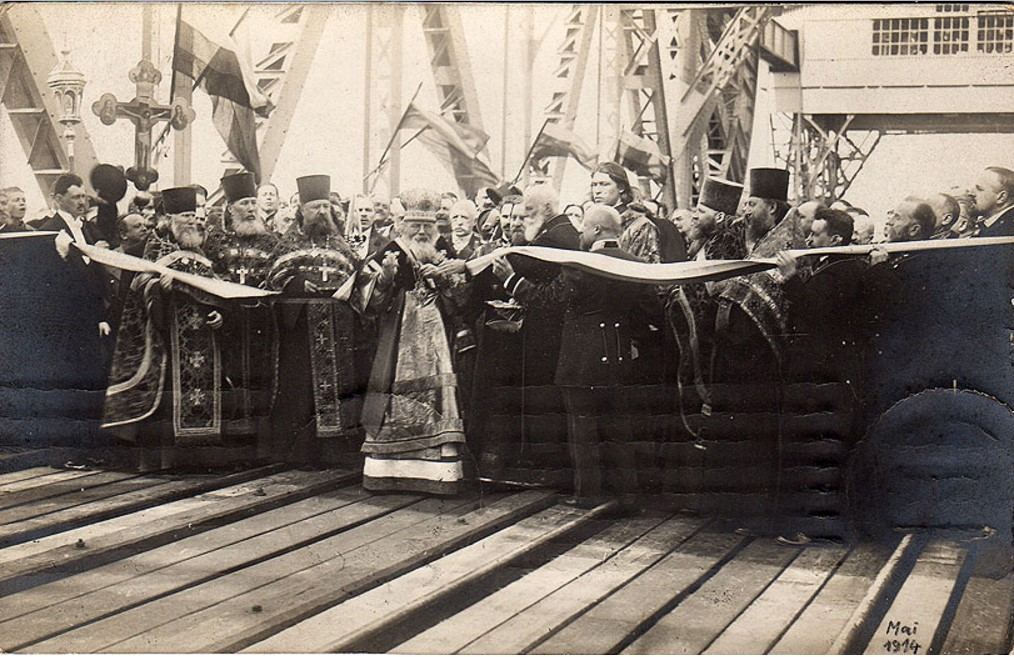
Inauguración de un puente de ferrocarril en Riga (1914)

Se llama inauguración o ceremonia de apertura al acto con que se solemniza la conclusión de un edificio importante como un templo, hospital, escuela, etc. cuando ya es posible destinarse al uso previsto. Se aplica también a monumentos, estatuas y eventos.
El término inauguración proviene de la ceremonia que se verificaba entre los romanos cuando un ciudadano entraba a formar parte del colegio de los augures o cuando se trataba de buscar un emplazamiento para la construcción de un edificio público. En este caso, se llamaba inauguración porque consistía principalmente en consultar a los augures acerca de las buenas condiciones del solar.
La ceremonia de inauguración consiste normalmente en un acto simbólico como el corte de la cinta que franquea el paso a la misma o el descubrimiento de una placa conmemorativa. Durante el acto es común que las autoridades presentes pronuncien unos discursos dando por inaugurada la instalación.